# 斯維亞托耶湖 (沙圖拉區)

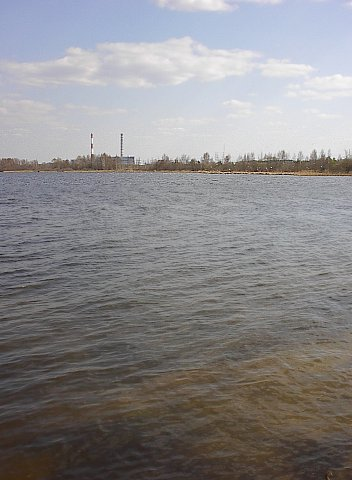

55°36′30″N 39°33′10″E / 55.6083°N 39.5528°E
斯維亞托耶湖（俄语：Святое озеро），是俄羅斯的湖泊，位於該國西部，由莫斯科州負責管轄，處於沙圖拉區，長5公里、寬3公里，面積11.8平方公里，海拔高度120.7米，平均水深1.1米，最大水深3.2米。